# Алония (квартал)
Вижте пояснителната страница за други значения на Алония.
Ало̀ния (на гръцки: Αλώνια) е традиционна махала на македонския град Негуш (Науса), Егейска Македония, Гърция.
Махалата е разположена в северната част на Негуш, по улица „Андартес“ и около едноименния площад Алония. Името си дължи на двата хармана (на гръцки αλώνι), които се намирали в махалата, и които през юли са използвани за вършеене на житото и ечемика от негушани и от жителите на околните села. Горният харман е бил на площад „Алония“, а долният по-малък след Йокаловата къща. На юг махалата стига до къщата на Клисас на кръстовището на „Цамис Каратасос“ и „Хадзикоркутас“, на изток до улица „Агиос Атанасиос“, водеща от „Успение Богородично“ до гробищата, на северозапад е махалата Валия, а на югозапад Алония стига до къщите на Цикитикос и Амудзияс и пътя, който води за „Света Параскева“.
В махалата никога не са живели турци и не са заселвани бежанци след обмена на население с Турция. По традиция момичетата от Алония се женят за мъже от Пуляна. В Алония традиционно живеят рибарите на Негуш, които ловят риба в Ениджевардарското езеро. След пресушаването на езерото като компенсация те получават обработваема земя.
Махалата е най-бедната от трите традиционни махали на Негуш – Пуляна, Батани и Алония. Улиците са по-тесни, къщите са по-малки и в дворовете има къщи без излаз на улица.
В 2002 година Цьотевата чешма, кривият платан на „Хадзикоркутас“, платанът на площада, както и цялата махала са обявена за паметник на културата.